# گرگوری مونتل
گرگوری مونتل (فرانسوی: Grégory Montel‎؛ زادهٔ ۲۰ سپتامبر ۱۹۷۶) بازیگر اهل فرانسه است.
از فیلم‌ها یا برنامه‌های تلویزیونی که وی در آن نقش داشته است، می‌توان به کارگزار مرا خبر کنید!، ارتقا یافته و سپید همچون برف اشاره کرد.